# Kowboj z Badlandów
Kowboj z Badlandów (ang. The Buckaroo of the Badlands) – opublikowany w 1992 r. komiks Dona Rosy, będący trzecią częścią serii Życie i czasy Sknerusa McKwacza.

## Fabuła
Akcja komiksu rozgrywa się w 1882 r. Sknerus McKwacz udaje się na Zachód, by znaleźć pracę. Pociąg, którym jedzie, zostaje napadnięty przez gang Jesse’ego Jamesa, jednak Sknerus pokonuje przestępców, choć za cenę opuszczenia pociągu.
Po krótkiej wędrówce młody McKwacz spotyka ranczera Murdo MacKenziego i zatrudnia się u niego jako kowboj. Głównym obowiązkiem Sknerusa jest opieka nad Vindicatorem - bykiem-czempionem. Niedługo potem byk zostaje skradziony przez braci McSkunksów (innych pracowników MacKenziego) i uprowadzony w stronę Badlandów. Sknerus bez wahania podąża ich tropem; w śledzeniu i odnalezieniu byka pomaga mu przypadkowo spotkany, niebędący jeszcze prezydentem Theodore Roosevelt. Murdo z wdzięczności proponuje McKwaczowi stałą pracę na swoim ranczu. Kaczor zgadza się, dodając zarazem, że zostanie na tym stanowisku tylko przez kilka lat.